# Kościół św. Wojciecha Biskupa i Męczennika w Sulimierzu
Kościół św. Wojciecha Biskupa i Męczennika w Sulimierzu – katolicki kościół parafialny zlokalizowany we wsi Sulimierz w gminie Myślibórz, w powiecie myśliborskim (województwo zachodniopomorskie).

## Historia i architektura
Znajdujący się w centrum wsi kościół jest budowlą klasycystyczną. Wzniesiony został w 2. połowie XVIII wieku i przebudowany w wieku XIX. Sytuowany na planie prostokąta o zaokrąglonych narożnikach, orientowany, murowany jest z cegły na kamiennej podmurówce. Jest budowlą jednonawową, bez wyodrębnionego prezbiterium. Elewacje bocznych ścian dzielone są pilastrami. W ścianie północnej i południowej znajdują się po dwa rzędy okien, z czego niższe okna są mniejsze. Od zachodu do kościoła przylega czworoboczna wieża, nakryta barokowym hełmem z latarnią. W licu wieży umieszczone są ostrołukowe i pełnołukowe okna oraz tarcze zegara, jej ściany na całej wysokości ozdobione są pilastrami. W przyziemiu wieży znajduje się zamkniętym łukiem odcinkowym portal wejściowy.
Wnętrze kościoła nakrywa wsparty na słupach płaski strop. Przy ścianie szczytowej oraz na ścianach bocznych znajduje się drewniana empora, na którą prowadzą dwie pary schodów, umiejscowione w narożnikach kościoła. Nad wejściem znajduje się prospekt organowy. Zachowały się elementy oryginalnego, XVIII-wiecznego wyposażenia: drewniany barokowy ołtarz, kolumnowy i polichromowany, a także ozdobione polichromowanym ornamentem ławki.
Po II wojnie światowej kościół został konsekrowany jako świątynia katolicka w dniu 20 stycznia 1946 roku.

## Galeria

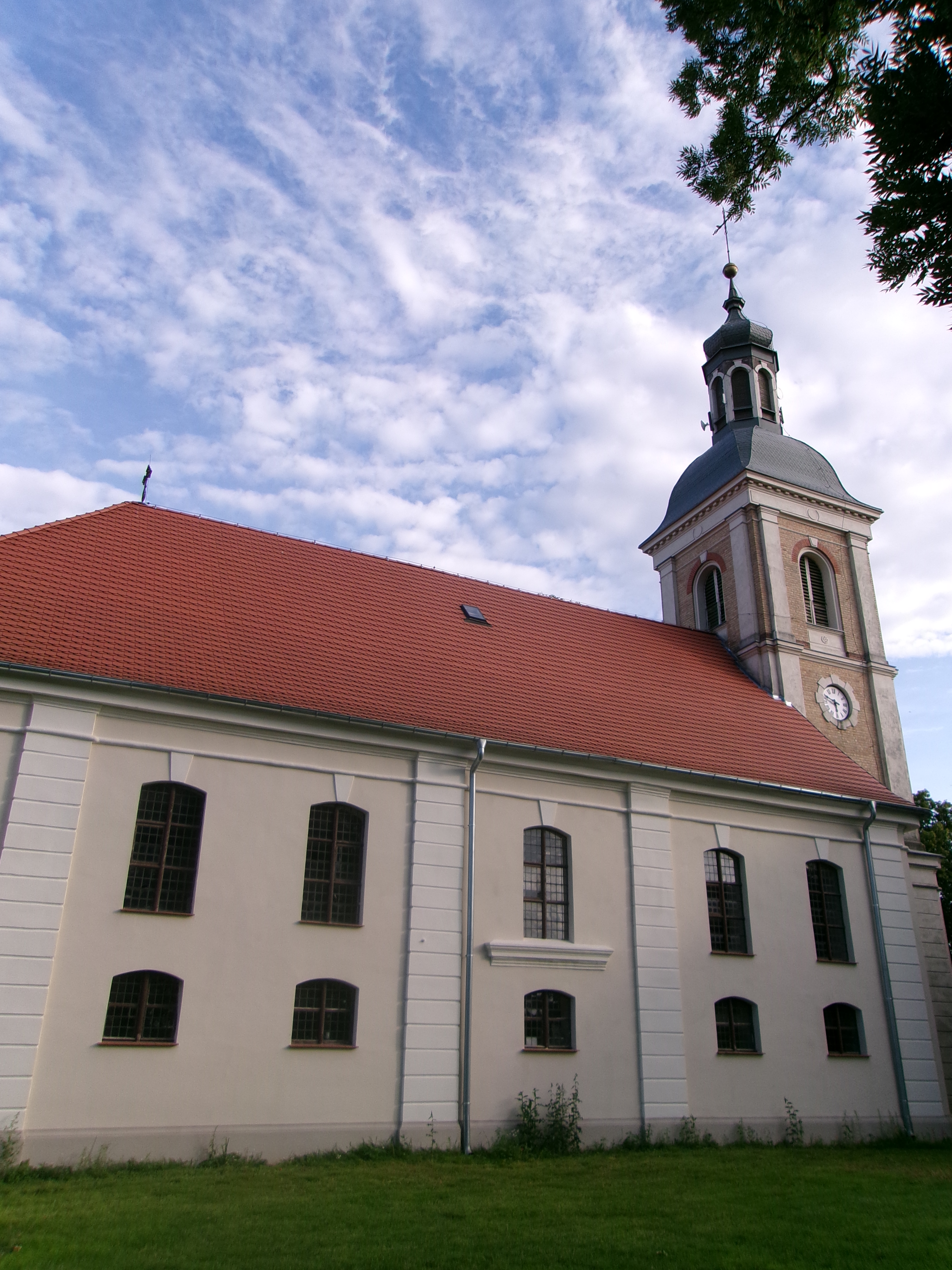
Elewacja północna
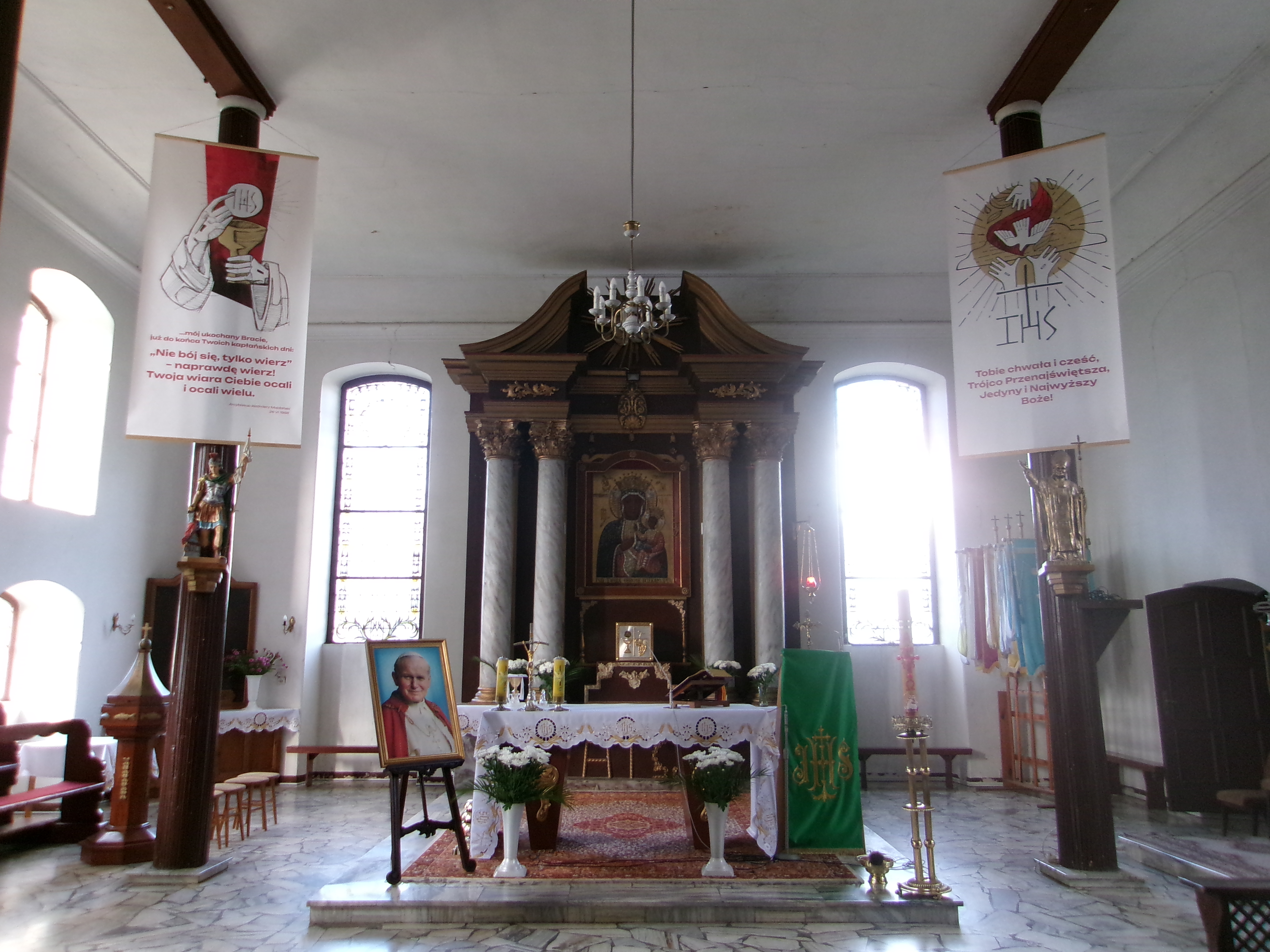
Ołtarz
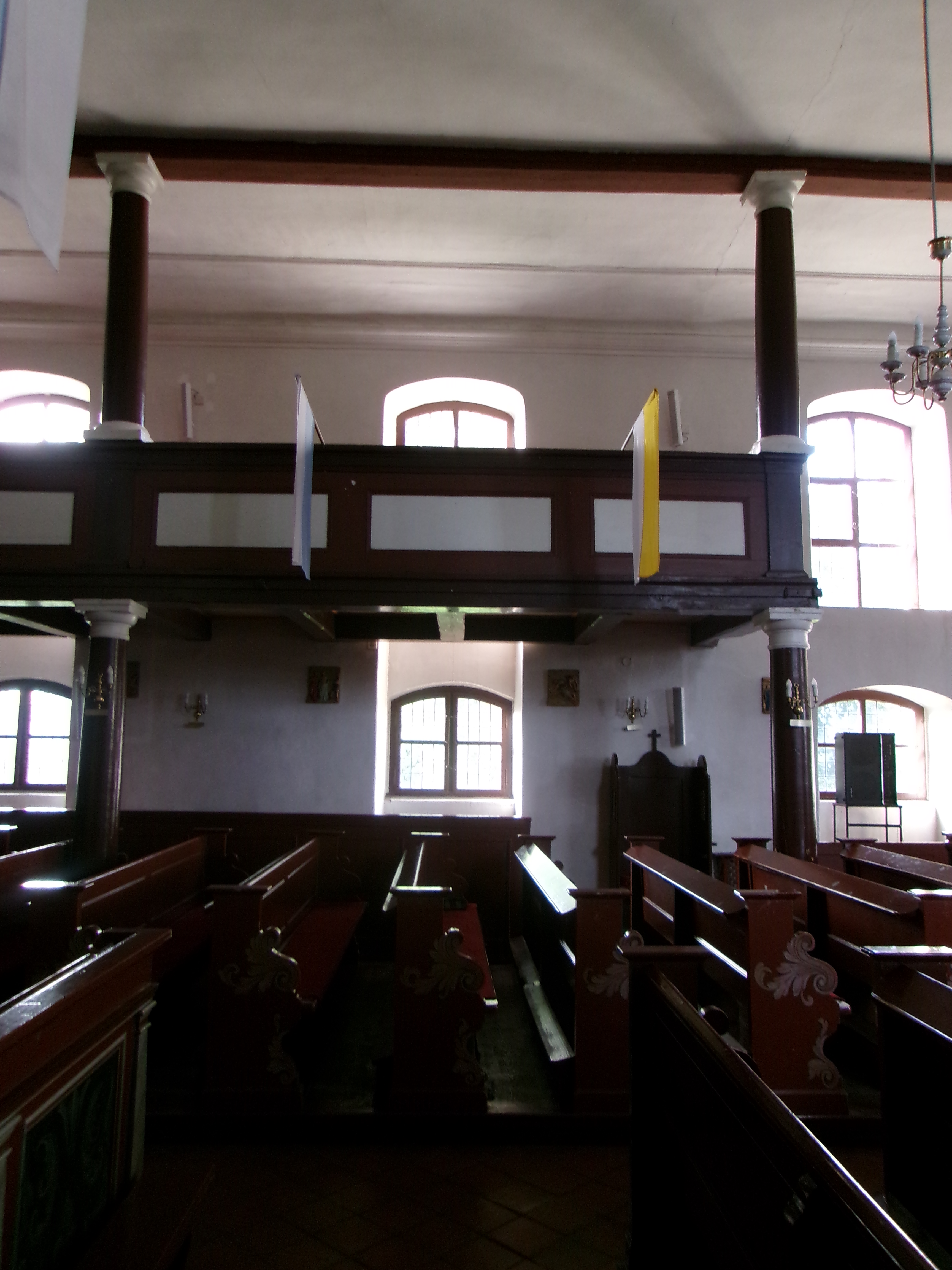
Boczne ramię empory
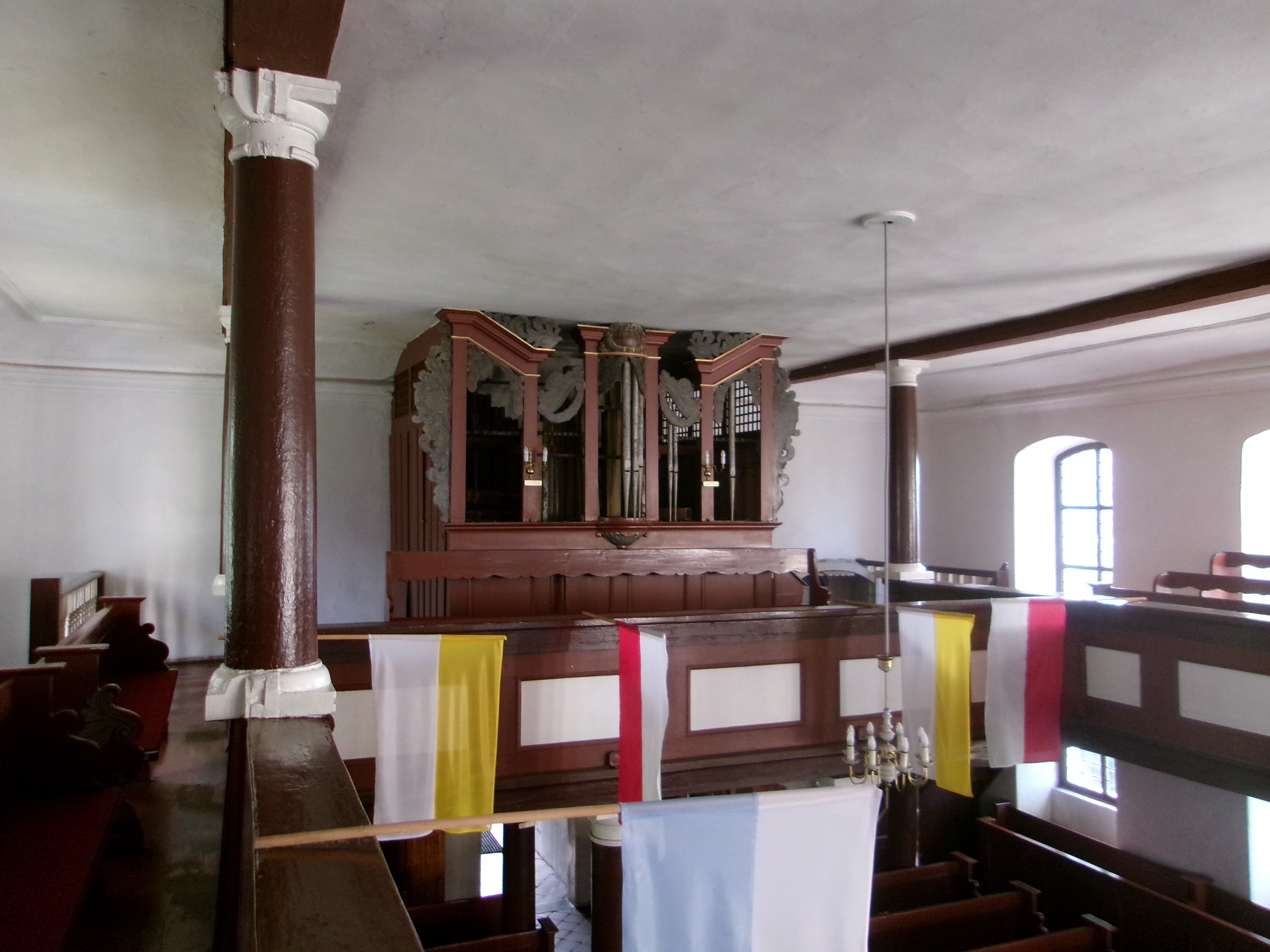
Prospekt organowy
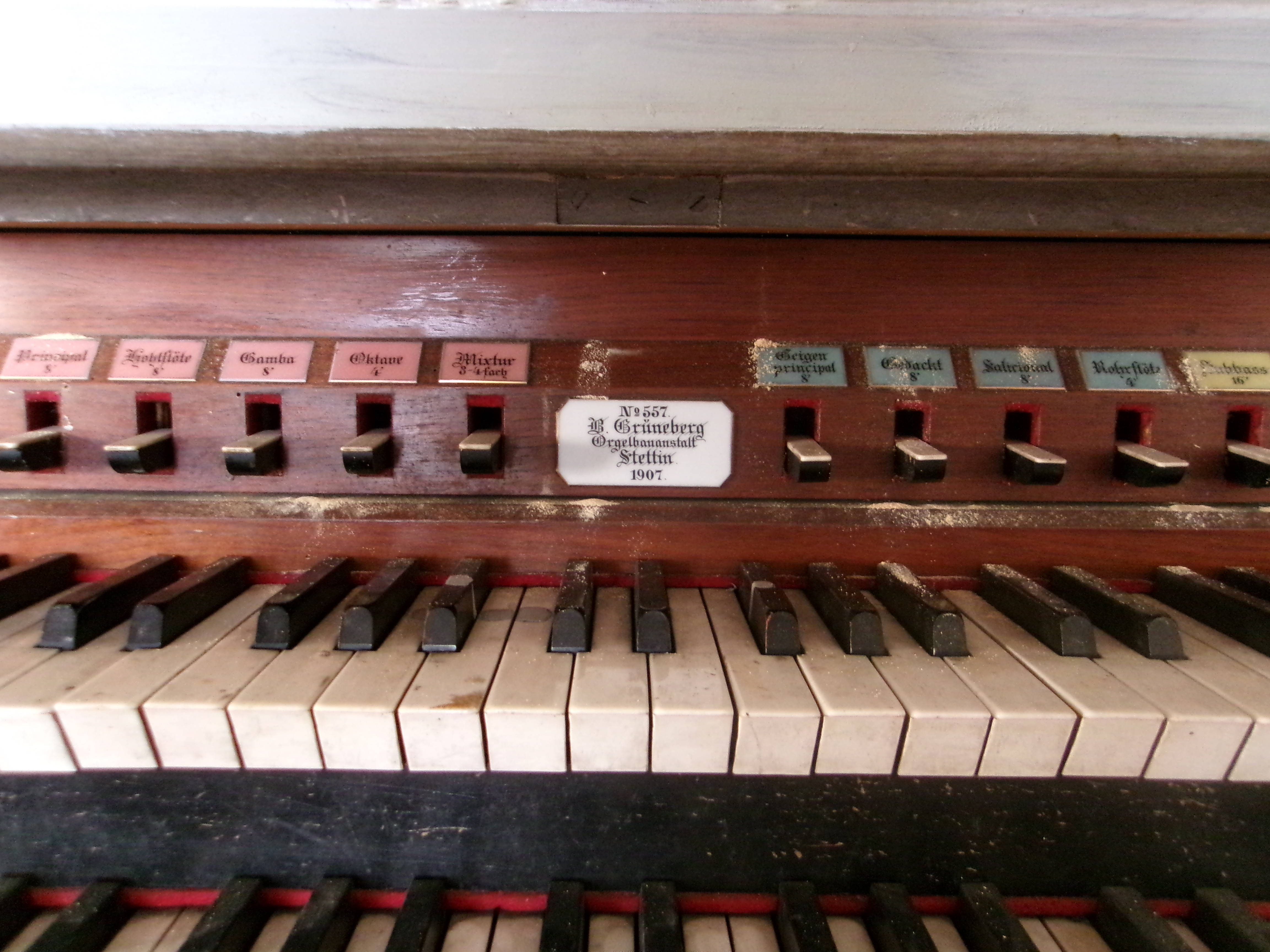
Klawiatura
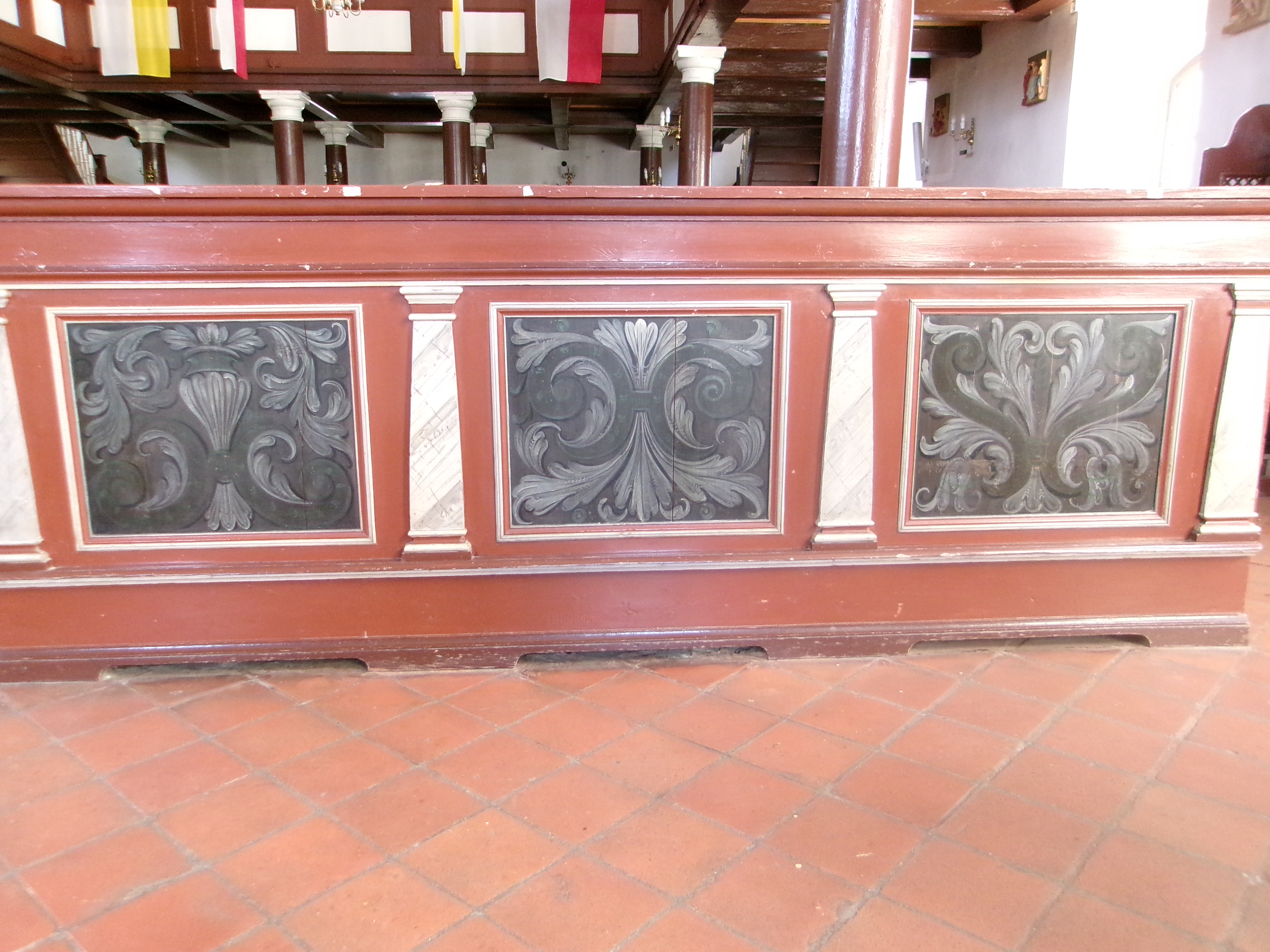
Ornament na ławce
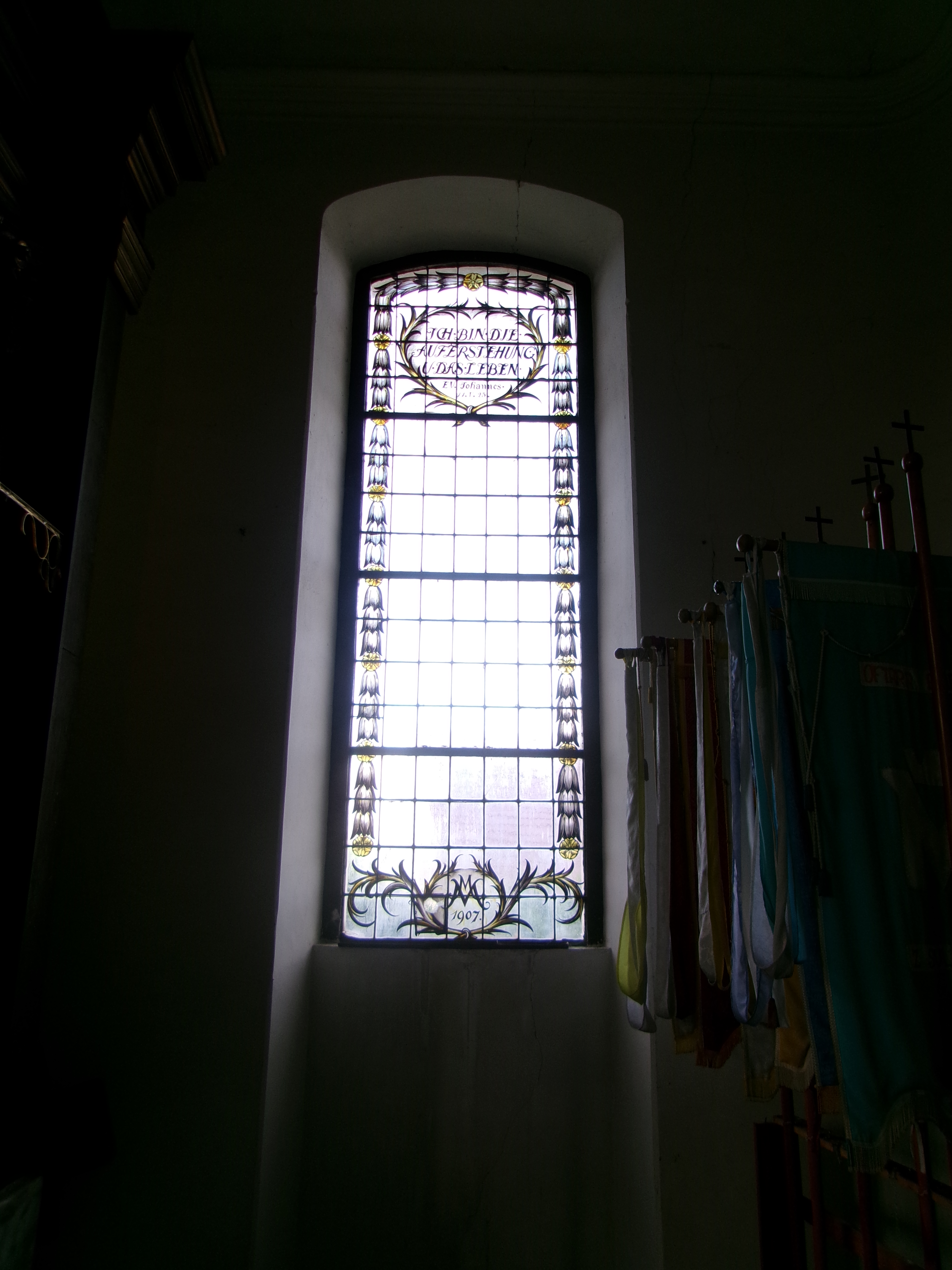
Witraż
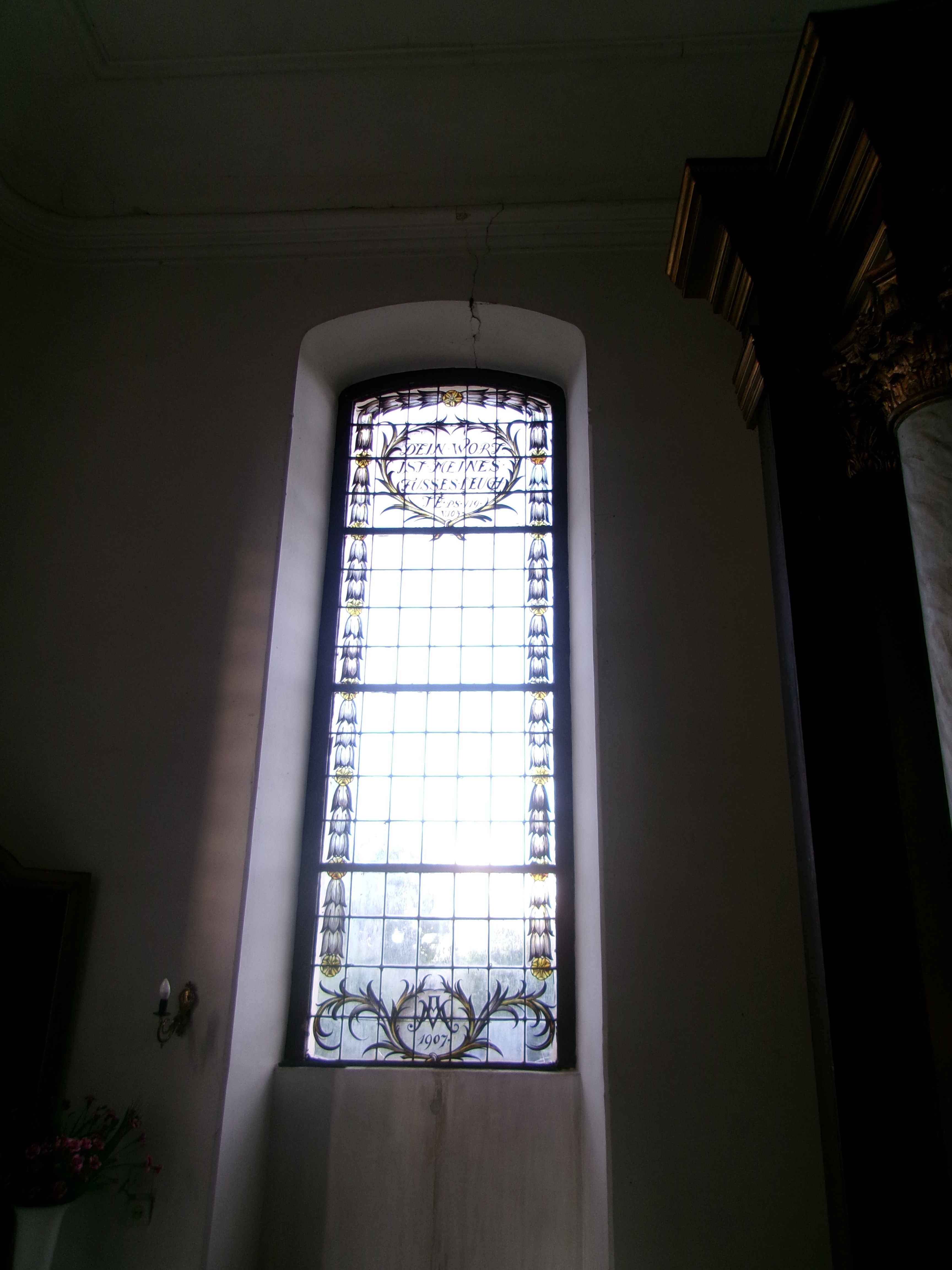
Witraż
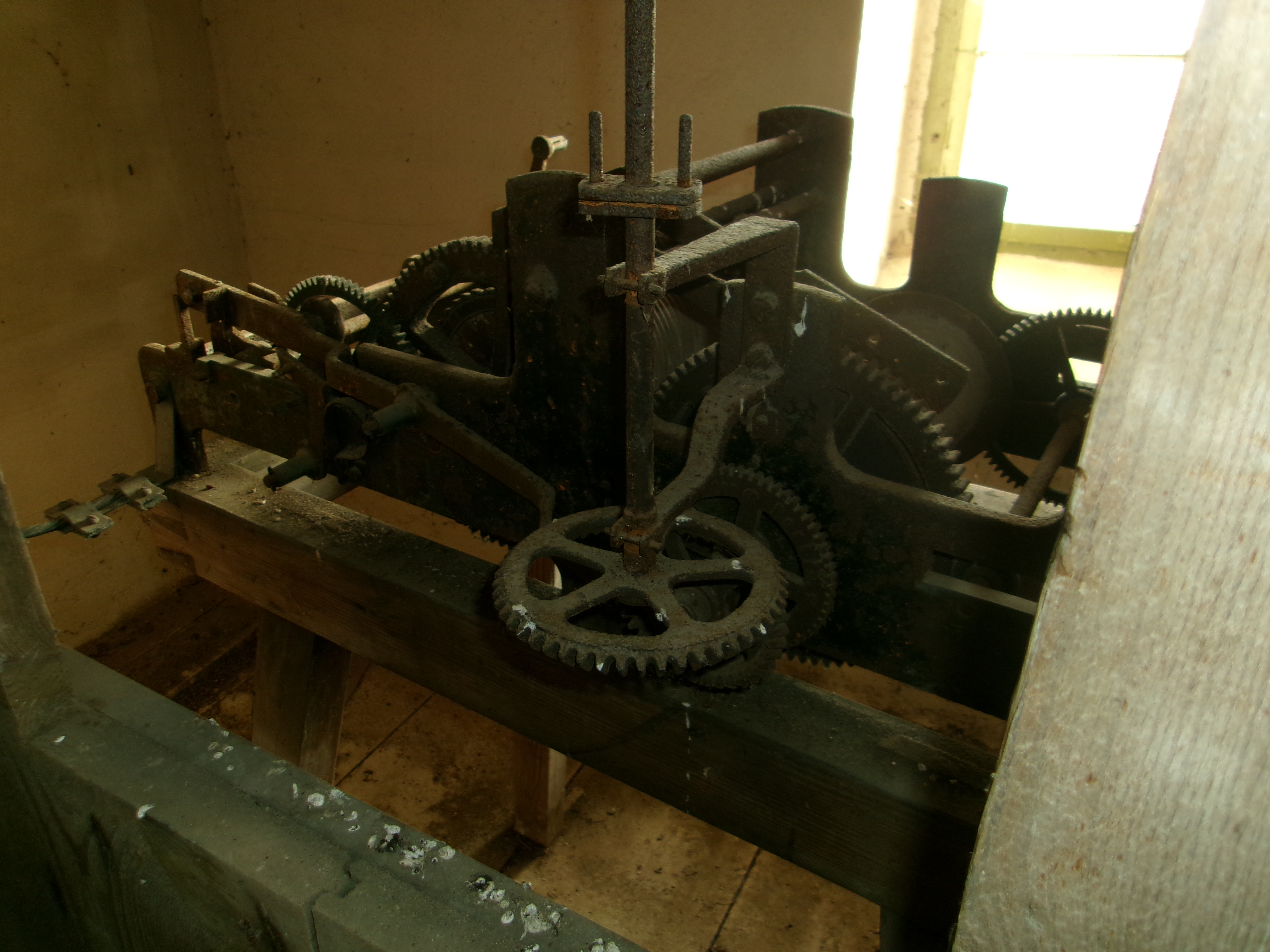
Mechanizm zegara
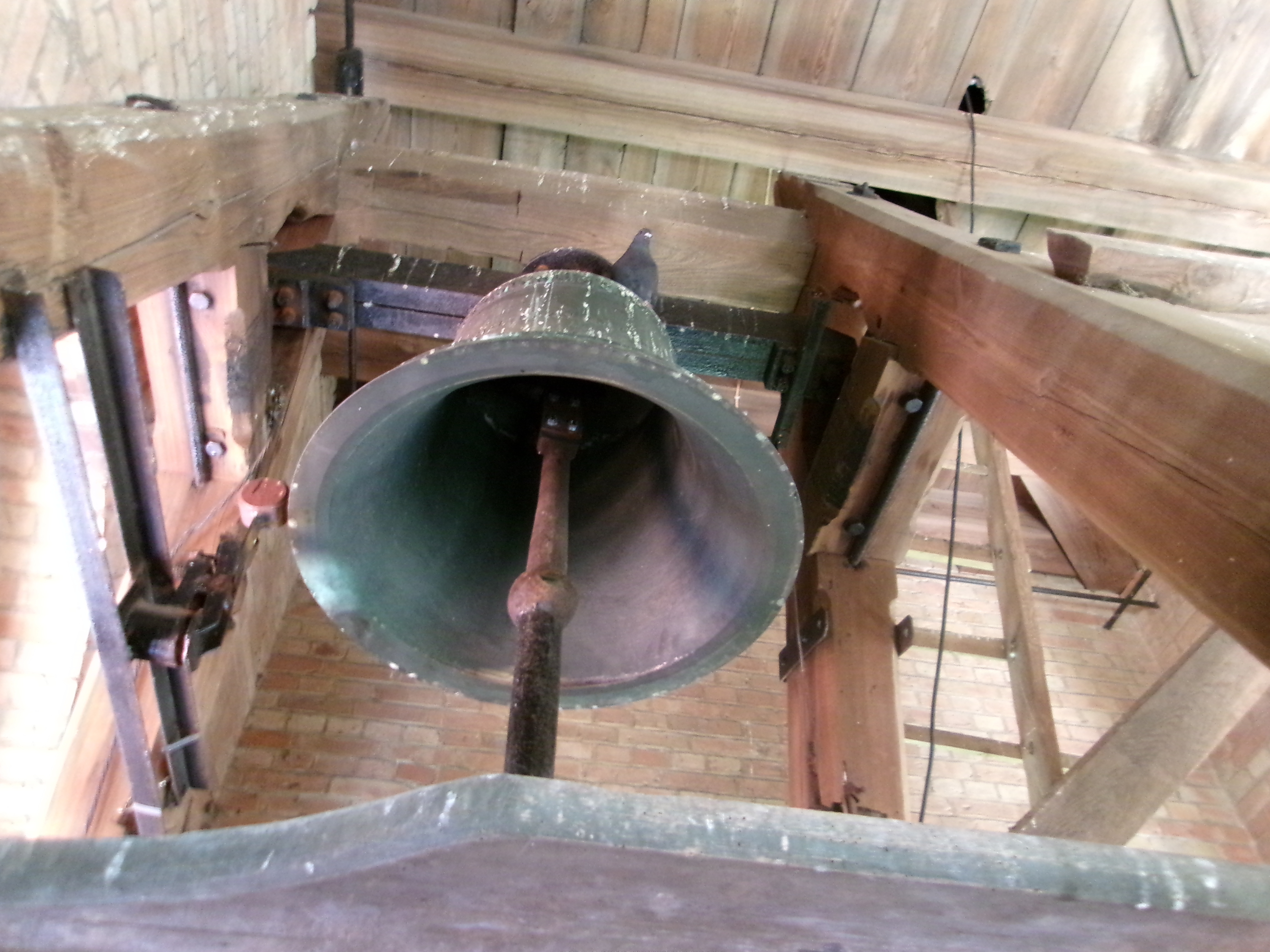
Dzwon